# (9433) 1997 CF3
A (9433) 1997 CF3 a Naprendszer kisbolygóövében található aszteroida. NEAT program keretében fedezték fel 1997. február 3-án.